# The Seventh Day (1922)
The Seventh Day is een Amerikaanse dramafilm uit 1922 onder regie van Henry King.

## Verhaal
Een gezelschap New Yorkers moet tijdens een tochtje met een jacht in een havendorpje in New England aanmeren voor reparaties. Het verloofde stel Reggie en Patricia zijn meteen helemaal weg van het dorp. Ze sluiten er vriendschap met Betty Alden en haar broer John. Al gauw voelen John en Patricia zich aangetrokken tot elkaar.

## Rolverdeling
| Acteur              | Personage        |
| ------------------- | ---------------- |
| Richard Barthelmess | John Alden jr.   |
| Frank Losee         | Oom Jim          |
| Leslie Stowe        | Oom Ned          |
| Tammany Young       | Donald Peabody   |
| George Stewart      | Reggie Van Zandt |
| Alfred Schmid       | Monty Pell       |
| Grace Barton        | Tante Abigail    |
| Anne Cornwall       | Betty Alden      |
| Patterson Dial      | Katinka          |
| Teddie Gerard       | Billie           |
| Louise Huff         | Patricia Vane    |